# Bandera de Niue
La bandera de Niue, un territorio bajo libre asociación con Nueva Zelanda, fue adoptada oficialmente en 1975.
Consiste en un paño de color amarillo en el que figura, en su cantón, la bandera del Reino Unido, cargada con cinco estrellas amarillas de cinco puntas cada una. Cuatro de estas estrellas, de menor tamaño, se sitúan en el centro de cada brazo de la cruz central y la quinta, situada en un círculo azul, figura en el centro de la bandera británica.
El color amarillo del fondo simboliza la luz del sol y la relación cálida de su población con Nueva Zelanda.
La bandera del Reino Unido, conocida como "Union Jack" representa los vínculos históricos de Niue (como Protectorado) con el Reino Unido.
Las cuatro estrellas de menor tamaño simbolizan la Constelación de la Cruz del Sur (que figura en la bandera de Nueva Zelanda) y aluden a la dependencia administrativa y la buena relación mantenida con Nueva Zelanda.
La estrella de mayor tamaño situada en un círculo azul representa el autogobierno del que goza Niue, bajo el estatus de libre asociación con Nueva Zelanda. El color del círculo simboliza el océano.
- Datos: Q202189
- Multimedia: Flags of Niue / Q202189